# Por siempre (telenovela)
Por siempre (título original: Alto Astral) es una telenovela brasileña producida y emitida por TV Globo, entre 3 de noviembre de 2014 y 8 de mayo de 2015, sustituyendo a Hombre nuevo.
Escrita por Daniel Ortiz, inspirada en el libreto original de Andréa Maltarolli, con la colaboración de Cláudia Souto, Daniel Berlinsky, Flávia Bessone, Maria Helena Nascimento y Maurício Moraes, con supervisión de Silvio de Abreu, dirigida por Marcelo Zambelli, Alexandre Klemperer y Ana Paula Guimarães, con la dirección general de Jorge Fernando y Fred Mayrink sobre núcleo de Jorge Fernando.
Protagonizada por Nathalia Dill y Sérgio Guizé, junto a Claudia Raia, Thiago Lacerda, Débora Nascimento, Conrado Caputto, Rosanne Mulholland, Alejandro Claveaux, Totia Meireles, Guilherme Leicam, Giovanna Lancellotti y los primeros actores Sílvia Pfeifer, Maitê Proença y Kadu Moliterno en los roles antagónicos, cuenta con las actuaciones estelares de Sophia Abrahão, Sabrina Petraglia, Sérgio Malheiros y los primeros actores Christiane Torloni, Edson Celulari, Leopoldo Pacheco, Elizabeth Savalla y .

## Sinopsis
Desde pequeño, Caíque (Sérgio Guizé) tuvo una sensibilidad especial. Un chico mediano, dibujaba la cara de una joven desconocida. Un día, a través de la obra del destino y gracias a la niña fantasma Bella (Nathália Costa), Caíque se ve cara a cara con Laura (Nathalia Dill), la chica que el siempre dibujaba. Cuando el ve delante, apenas puedo creer que la mujer que estaba siempre en sus sueños existía. El descubrimiento se moverá mucho con sus sentimientos - y con ella también. ¿Cómo explicar tal coincidencia? Lo que no se dan cuenta es que la coincidencia es aún mayor. Laura es la novia de Marcos (Thiago Lacerda), el hermano de Caíque. Quien, a pesar de él ser novio de Laura, mantiene una relación secreta con Sueli (Débora Nascimento).
Pero la rivalidad entre los dos hermanos va mucho más allá de eso. Herederos de un gran hospital, los dos son médicos con actitudes opuestas. Marcos es un cirujano de éxito que sueña en tener todo el hospital sólo para él, mientras Caíque es un médico general que da el diagnóstico por teléfono y hace las operaciones en condiciones adversas, a pesar del miedo a la sangre. Nadie lo sabe, pero durante estas cirugías, Caíque recibe, en contra de su voluntad, la orientación de un guía espiritual, Castilho (Marcelo Médici). El espíritu se le aparece como un niño, poniendo al joven doctor en situaciones absurdas y cómicas.
En el medio de la pelea entre los dos hermanos, está Laura (Nathalia Dill), una periodista determinada. Vive con su abuelo Vicente (Otávio Augusto) y sus hermanos Gustavo (Guilherme Leicam) y Bia (Raquel Fabbri). Mientras Bia es una chica responsable y trabajadora, Gustavo es un chico arrogante y muy irresponsable. No sólo critica la vida que lleva sino que también se opone al romance de su hermana con Caíque, y dice que la pareja perfecta para ella es Marcos. Además de trabajar y criar una familia, Laura intenta a través de la investigación, encontrar a su madre, que la abandonó cuando era pequeña. Se sospecha sobre cuatro mujeres que puedan ser la verdadera madre de Laura, y la periodista investiga una por una hasta que la encuentra.
Para fortalecer la villanía aparece Samantha (Claudia Raia), un charlatán psíquica. Esta mujer exuberante, extravagante y muy glamorosa ya era bastante famosa gracias a sus poderes de videncia. Pero a medida que ella usó sus premoniciones para hacer dinero, terminó perdiendo sus dones. Exnovia de Caíque y todavía muy apasionada, ella ve en el médico una gran oportunidad para volver al estrellato y la fama. no escatima esfuerzo alguno, y no tiene escrúpulos para obstaculizar el romance del médico con Laura. La rubia tiene como cómplice al enfermero peruano Pepito (Conrado Caputto) que ayuda en su villanía.
Maria Inês (Christiane Torloni) es la madre adoptiva de Marcos y Caíque. Se convirtió en una mujer muy solitaria, ya que se quedó viuda de Bittencourt. Ella se casó sin amar a su marido, mas el gran amor de su vida es Marcelo (Edson Celulari). Varios años más tarde se vuelven a encontrar en una biblioteca, y el amor que los dos se tienen vuelve a reavivar. Pero este amor enfrentará a un gran obstáculo: Marcelo está casado con Úrsula (Sílvia Pfeifer), una mujer sin escrúpulos, que tiene una enfermedad mortal sólo para mantener su boda. Úrsula pretende ser la mejor amiga de Maria Inês, pero en el fondo la odia porque sabe que su marido está enamorado de ella. Qué la villana no perdona.
Al otro lado de la calle está el mapa del mundo de la familia compuesta por el patriarca Manuel (Leopoldo Pacheco), la madrastra Tina (Elizabeth Savalla) y los hijos Israel (Kayky Brito), Bélgica (Giovanna Lancellotti), Itália (Sabrina Petraglia) y Afeganistão (Gabriel Godoy). Manoel trabaja en la cafetería del club de la ciudad, que pertenece a la familia Santana. Hermano de Maria Inês, es una vaca que sacude la mano y no acepta ningún tipo de ayuda que proviene de la hermana. En la cafetería también trabaja Afeganistão, un niño que sólo habla mal. Itália es una enfermera que trabaja en el hospital Bittencourt. Al principio, ella está saliendo con César (Alejandro Claveaux), un playboy que sólo se aprovecha de ella para ganar una apuesta. Entonces comienza a enamorarse realmente la enfermera y tiene una noche de amor con ella. Pero en el día de su compromiso, su video en el hotel se filtró alrededor de la ciudad. Además, Itália descubre esta apuesta y decide poner un fin a su relación con César. Aunque dijo que la apuesta fue cancelada y se arrepintió, la enfermera no cree. Israel es un médico-cirujano, que había dejado de realizar su especialidad en el hospital gracias a un marco de Marcos. Sabiendo que Israel era un adicto a las drogas, el villano lo colocó para fuera de la oficina del cirujano y lo obligó a cuidar de sus ranas. De lo contrario, iría a contarle todo a la familia de su primo. Ya Bélgica es una verdadera falsa, que pretende ser la mejor amiga de Gaby (Sophia Abrahão), pero al final muere de envidia de ella. Mientras tanto Tina divide una vida entre Nova Alvorada y São Paulo. Casi siempre la matriarca viaja a la capital del estado, diciendo que va a visitar a una tía llamada Conceição. Pero, de hecho, ella va a su otra casa, porque ella está casada con Pedro (Kadu Moliterno) y mantiene otra familia.

## Elenco
| Actor/Actriz         | Personaje                                       |
| -------------------- | ----------------------------------------------- |
| Sérgio Guizé         | Carlos Henrique Bittencourt (Caíque)            |
| Nathalia Dill        | Laura Martins                                   |
| Cláudia Raia         | Samantha Santana                                |
| Thiago Lacerda       | Marcos Bittencourt (Marquinhos)                 |
| Christiane Torloni   | Maria Inês Pereira Bittencourt                  |
| Edson Celulari       | Marcelo Barbosa                                 |
| Sílvia Pfeifer       | Úrsula Barbosa                                  |
| Totia Meireles       | Adriana Máximo                                  |
| Elizabeth Savalla    | Cristina Pereira (Tina) / Cristina Romantini    |
| Débora Nascimento    | Sueli Caldas                                    |
| Kayky Brito          | Israel Pereira                                  |
| Monica Iozzi         | Scarlett Máximo / Aparecida dos Santos (Cicita) |
| Maitê Proença        | Catarina Santana (Kitty)                        |
| Guilherme Leicam     | Gustavo Martins                                 |
| Leopoldo Pacheco     | Manuel Pereira                                  |
| Sophia Abrahão       | Gabriela Santana Peixoto (Gaby)                 |
| Giovanna Lancellotti | Bélgica Pereira (Bél)                           |
| Nando Rodrigues      | Ricardo Barbosa                                 |
| Rosanne Mulholland   | Débora Lara                                     |
| Sabrina Petraglia    | Italia Pereira                                  |
| Otávio Augusto       | Vicente Martins                                 |
| Marcelo Médici       | Castillo                                        |
| Simone Gutierrez     | Morgana                                         |
| Marianna Armellini   | Ana Dirce Rosas                                 |
| Alejandro Claveaux   | César Santana                                   |
| Sérgio Malheiros     | Emerson Duarte                                  |
| Gabriel Godoy        | Afganistán Pereira                              |
| Conrado Caputo       | Pepe Perez (Pepito)                             |
| Débora Olivieri      | Meire Rosas                                     |
| Hugo Bonemer         | Nicolas Pereira Romantini                       |
| Norival Rizzo        | Walter Escobar                                  |
| Adriana Prado        | Suzana Santana Peixoto                          |
| Ana Carbatti         | Aurélia Duarte                                  |
| Marat Descartes      | Fernando Tallarico                              |
| Fábio Audi           | Héctor Santana Peixoto                          |
| Marilu Bueno         | Marieta Santana                                 |
| Débora Rebecchi      | Elizabeth Barbosa (Liz)                         |
| Nina Frosi           | Dionice                                         |
| Nathália Costa       | Bella                                           |
| JP Rufino            | Adriano Duarte (Aceituna)                       |
| Carlo Porto          | Eduardo Tavares                                 |
| Rodrigo Lopéz        | Salvador Stigler                                |
| Pedro Farah          | Alfonso                                         |
| Juan Alba            | Oscar Peixoto                                   |
| Rodrigo Serrano      | Murilo Santiago                                 |
| Maria Carol          | Nildes Batista                                  |
| Luciana Rigueira     | Rosa                                            |
| Raquel Fabbri        | Beatriz Martins (Bia)                           |

Cameos
| Actor/Actriz          | Personaje                                                |
| --------------------- | -------------------------------------------------------- |
| Jorge Fernando        | Él mismo                                                 |
| Jô Soares             | Él mismo                                                 |
| Fátima Bernardes      | Ella misma                                               |
| Kadu Moliterno        | Pedro Romantini                                          |
| Fábio Rhoden          | Marcelo Barbosa (Flashback 1ª fase)                      |
| Elisa Brites          | Maria Inês Pereira Bittencourt (Flashback 1ª fase)       |
| Xande Valois          | Carlos Henrique Bittencourt (Caíque) (Flashback 1ª fase) |
| Gabriel Kaufmann      | Marcos Bittencourt (Flashback 1ª fase)                   |
| Hanna Romanazzi       | Catarina Santana (Kitty) (Flashback 1ª fase)             |
| Paula Baltar          | Samantha Santana (Flashback 1ª fase)                     |
| Laís Pinho            | Scarlett Máximo (Flashback 1ª fase)                      |
| Matheus Venâncio      | Ricardo Barbosa (Flashback 1ª fase)                      |
| Igor Rickli           | Mohammed Abdullah Al-Masi                                |
| Victor Spaparane      | Victor                                                   |
| Jarbas Homem de Mello | Él mismo                                                 |
| Marcos Reis           | Leonardo (Léo)                                           |
| Java Mayan            | Gilberto (Giba)                                          |
| Luciano Andrey        | Nazir                                                    |
| Renata Augusto        | Layla Abdullah Al-Masi                                   |
| Paulo Carvalho        | Doctor Segismundo                                        |
| Daniel Dias e Silva   | Miranda                                                  |
| Ana Maria Braga       | Ella misma                                               |
| Gutemberg Barros      | Haroldo Máximo                                           |
| Léo Wainer            | Osvaldo                                                  |
| Lana Guelero          | Lucia Garcia                                             |
| Ricardo Pavão         | Celso Luiz Esteves                                       |
| Júnior Prata          | Evandro                                                  |
| Anitta                | Ella misma                                               |
| MC Ludmilla           | Ella misma                                               |
| Junior Prata          | Evandro                                                  |
| Vanessa Gabriel       | Vanessa                                                  |

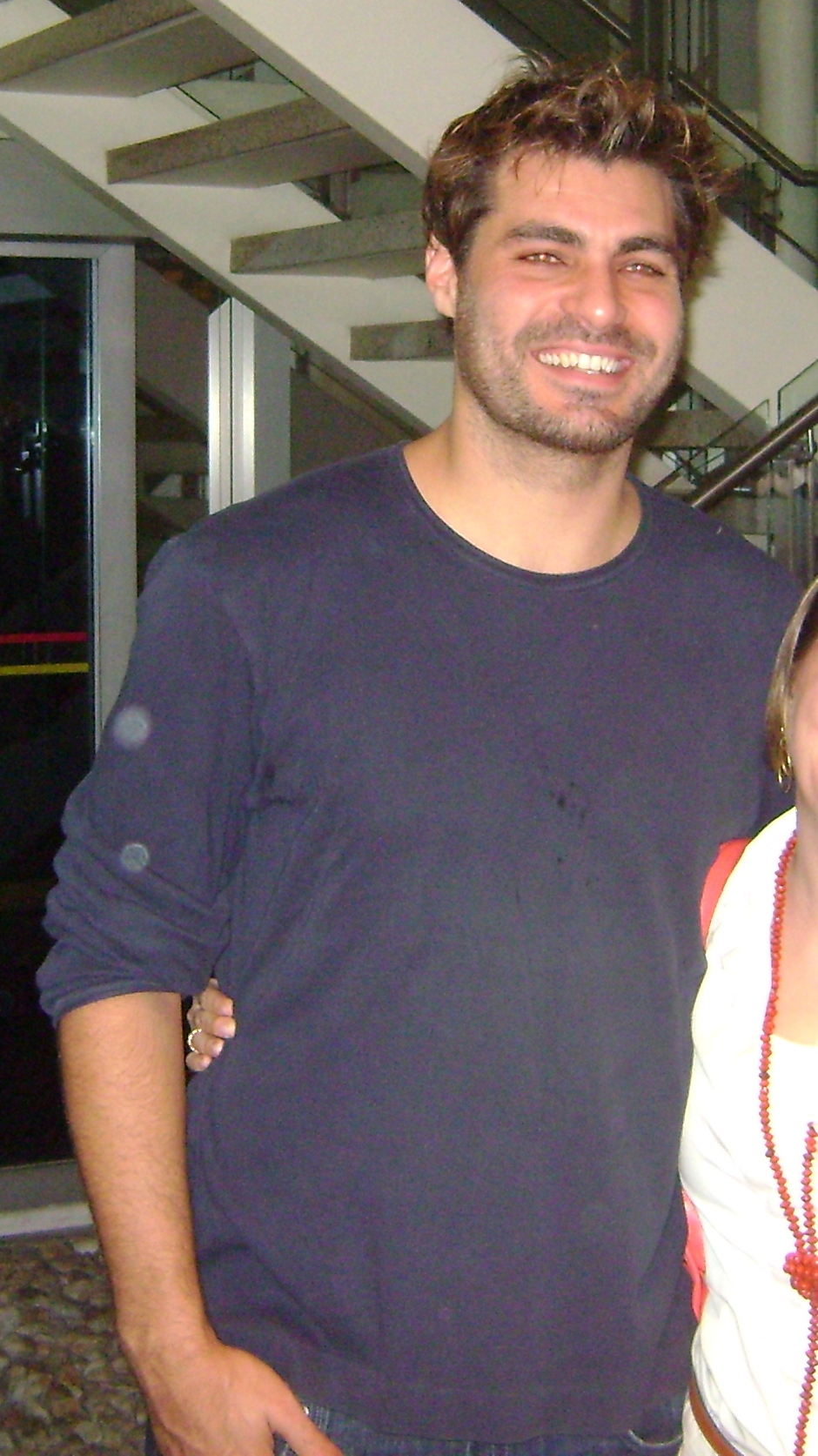
Thiago Lacerda interpretó al gran villano Marcos.
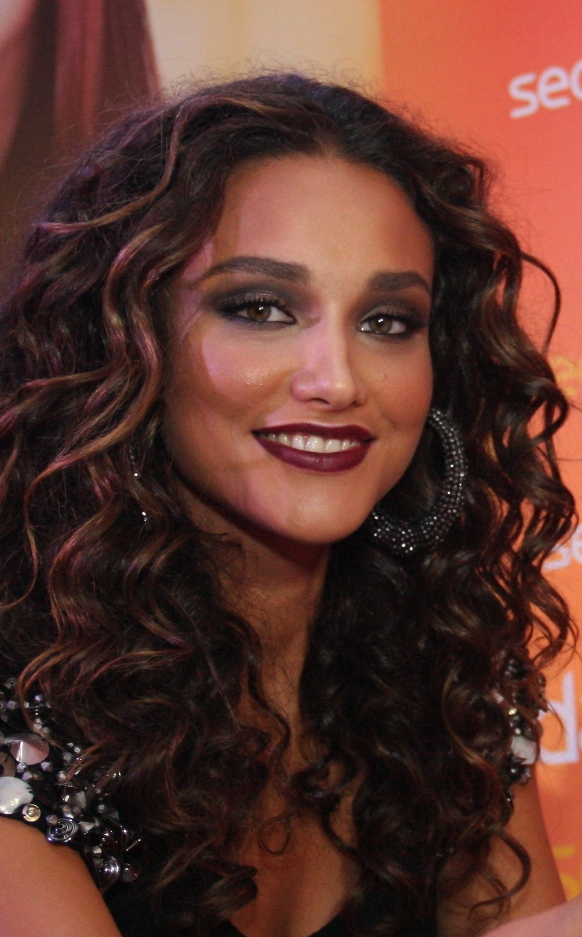
Débora Nascimento interpretó a la ambiciosa Sueli.
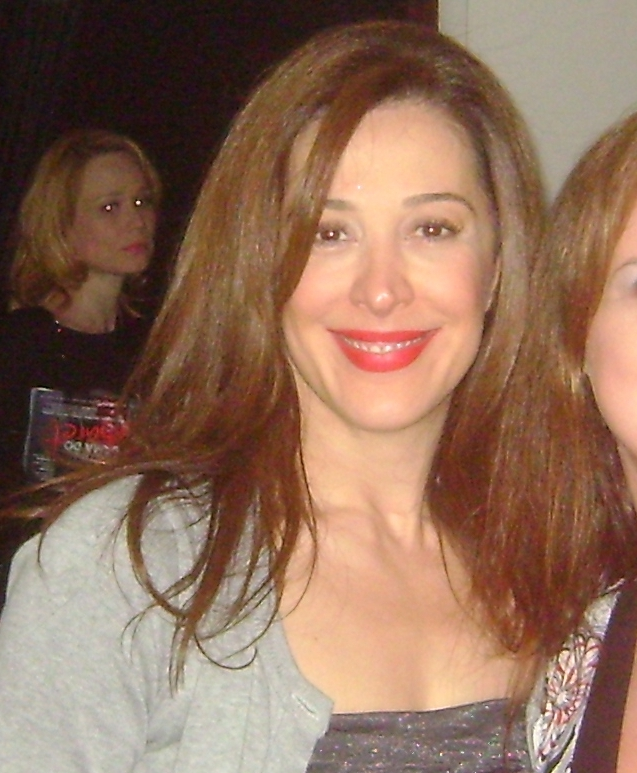
Cláudia Raia interpretó a la médium villana cómica Samantha.
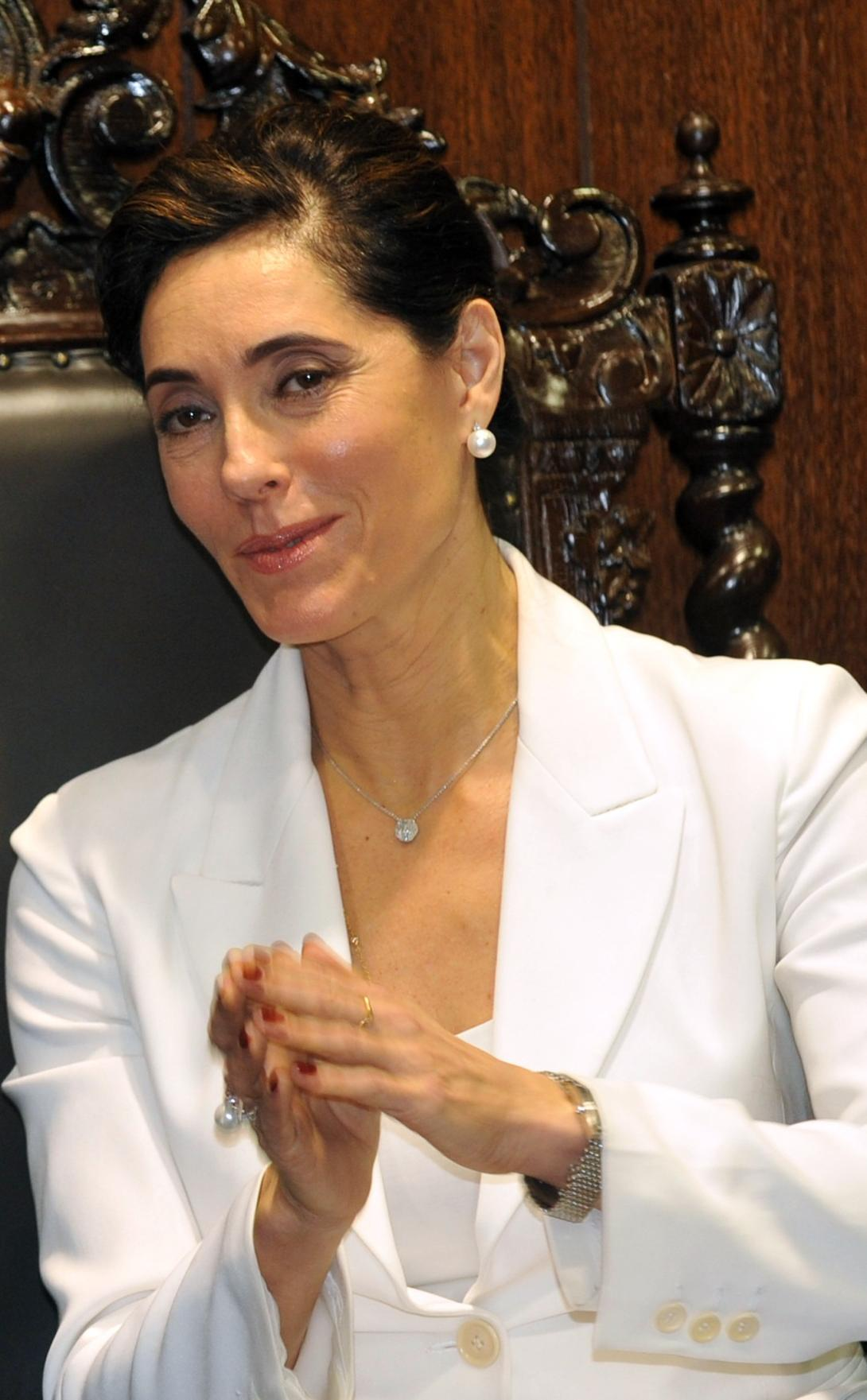
Christiane Torloni interpretó a la amable Maria Inês.
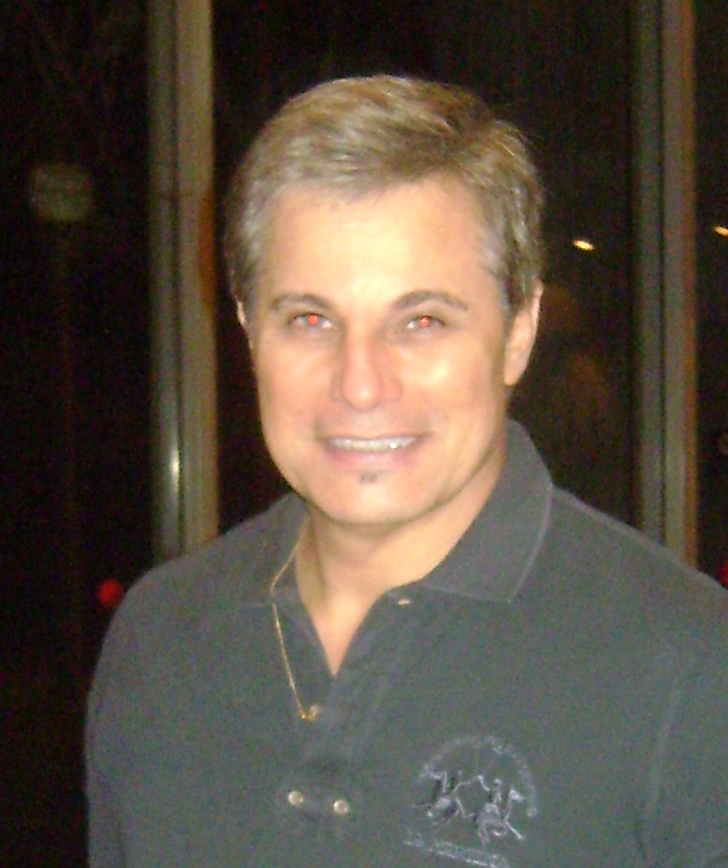
Edson Celulari interpretó al romántico Marcelo.
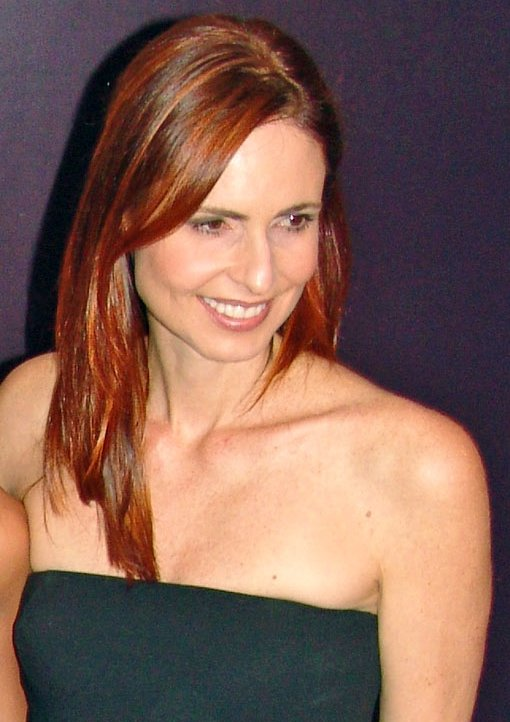
Sílvia Pfeifer interpretó a la gran villana Úrsula.
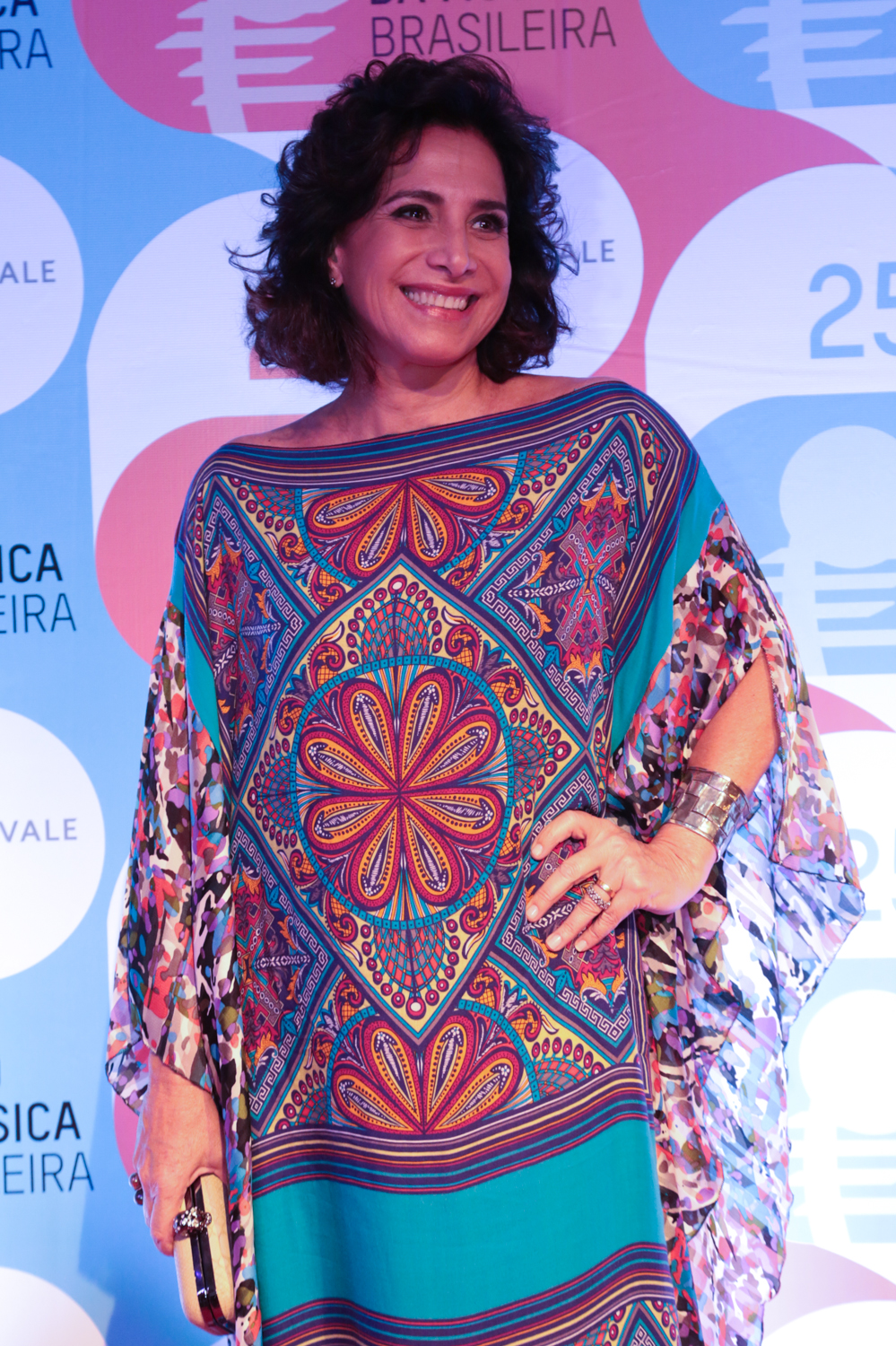
Totia Meireles interpretó a la misteriosa Adriana.
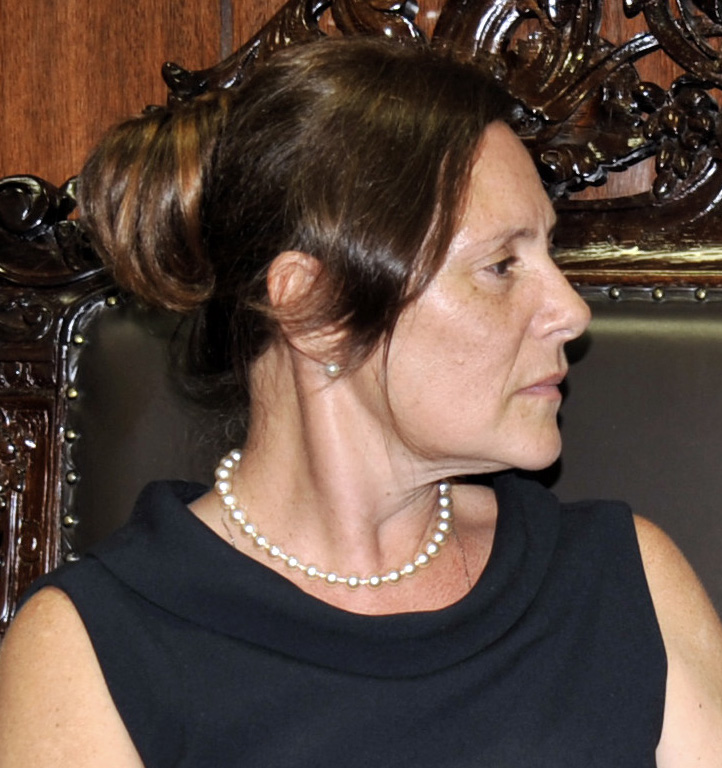
Elizabeth Savalla interpretó a la cómica Tina.
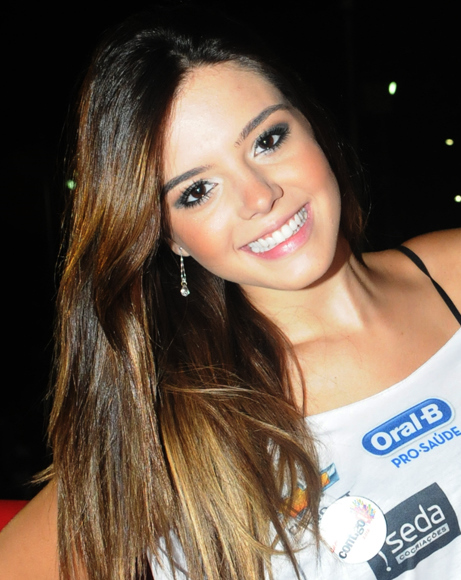
Giovanna Lancellotti interpretó a la envidiosa Bélgica.
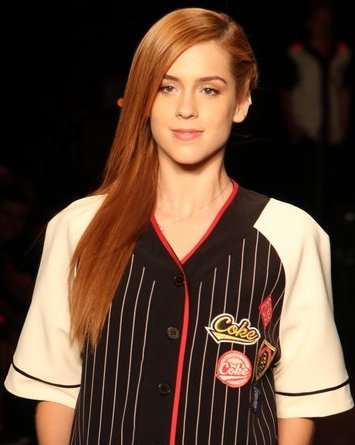
Sophia Abrahão interpretó a la dulce Gaby.
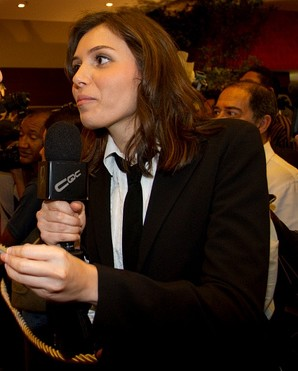
Monica Iozzi interpretó a la divertida Scarlett.
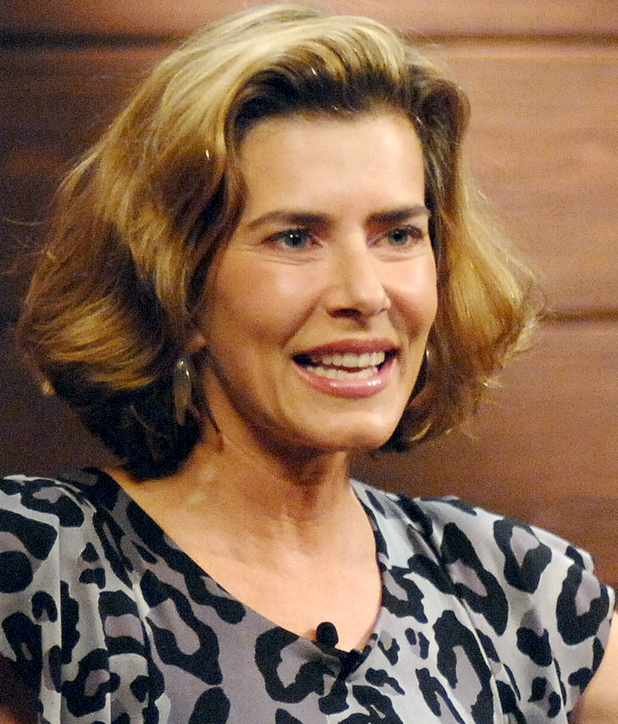
Maitê Proença inerpretó a la villana cómica Kitty.
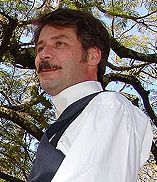
Leopoldo Pacheco interpretó al cómico Manuel.
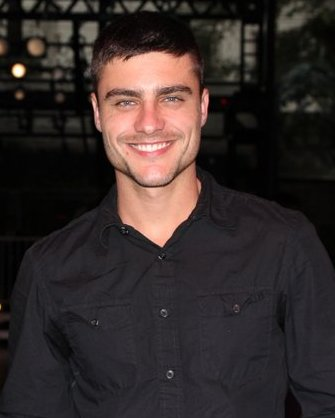
Guilherme Leicam interpretó al villano mal carácter Gustavo.

## Audiencia
En su estreno Alto Astral hizo 24,6 puntos segundo IBOPE.  Fue el mejor estreno de una novela de las 19h desde Sangue Bom (con 28 puntos), en abril de 2013. 
En el segundo capítulo la novela tuvo un índice de audiencia mayor que el primero: 25,1 puntos con picos de 30, mayor pico de una novela de las 19 horas desde Sangue Bom.

## Emisión
| Bandera de Brasil                  | Alto Astral | Rede Globo    | 3 de noviembre de 2014   | 8 de mayo de 2015       | lunes a sábados | 19:30      |
| Bandera de Portugal                | Alto Astral | SIC           | 24 de noviembre de 2014  | 2 de octubre de 2015    | lunes a viernes | 19:00      |
| Bandera de la República Dominicana | Por Siempre | Tele Antillas | 28 de marzo de 2016      | 8 de septiembre de 2016 | lunes a viernes | 14:00      |
| Bandera de El Salvador             | Por Siempre | TCS Canal 4   | 4 de abril de 2016       | 10 de noviembre de 2016 | lunes a viernes | 14:00      |
| Bandera de Uruguay                 | Por Siempre | Teledoce      | 22 de agosto de 2016     | 3 de febrero de 2017    | lunes a viernes | 18:00      |
| Bandera de Paraguay                | Por Siempre | SNT           | 29 de agosto de 2016     | 22 de febrero de 2017   | lunes a viernes | 21:00      |
| Bandera de Estados Unidos          | Por Siempre | Telemundo     | 28 de agosto de 2017     | 27 de noviembre de 2017 | lunes a viernes | 12pm ET/PT |
| Bandera de Perú                    | Por Siempre | ATV           | 16 de octubre de 2017    | 29 de marzo de 2018     | lunes a viernes | 16:00      |
| Bandera de Costa Rica              | Por Siempre | Teletica      | 10 de abril de 2017      | 20 de octubre de 2017   | lunes a viernes | 15:30      |
| Bandera de Bolivia                 | Por Siempre | Red PAT       | 19 de septiembre de 2016 | 10 de marzo de 2017     | lunes a viernes | 14:00      |